# Sydafrikas damlandslag i landhockey
Sydafrikas damlandslag i landhockey (engelska: South Africa women's national field hockey team) representerar Sydafrika i landhockey på damsidan. Laget slutade på sjunde plats vid världsmästerskapet 1998 i Nederländerna.

### Fotnoter
1. ↑  Todor Krastev (19 mars 1998). ”Women Field Hockey World Cup 1998 - 20-31.05 Winner Australia” (på engelska). Sport Statistics. Arkiverad från originalet den 6 mars 2016. https://web.archive.org/web/20160306035539/http://todor66.com/hockey/field/World/Women_1998.html. Läst 27 juli 2015.